# い・け・な・いルージュマジック
「い・け・な・いルージュマジック」は、日本のミュージシャンである忌野清志郎と坂本龍一とのコラボレーションシングル。忌野の実質的なソロデビューシングルである。

## 背景
資生堂宣伝制作部の石塚康男が音楽プロデューサーの牧村憲一に口紅のキャンペーンソング用のデモテープを聴かせ、何かアイデアを出してほしいと依頼したところ、牧村が「坂本と忌野がジョイントすれば面白い」と発言したことがきっかけである。坂本は即座に承諾した一方で、忌野との交渉は難航すると思われたが、両事務所による交渉の末最終的に承諾、レコード会社の問題もクリアできたことで制作が決まった。
坂本自身、以前から忌野と一緒に音楽を制作したいと考えており、ソロアルバム『左うでの夢』（1981年）製作時、面識のない忌野にカラオケテープを送り、作詞を依頼していた。しかし、忌野がRCサクセションとしてツアーをしながらアルバム『BLUE』（1981年）を録音していたため、時間的な都合により実現しなかった。
資生堂から提示されていた仮タイトルは「すてきなルージュマジック」だったが、坂本と忌野の二人が独断で「いけないルージュマジック」に変えてしまい、牧村は宣伝責任者である資生堂の専務を説得するのに大わらわだったという。また、「CMソングには視聴者を曲に引き込む要素が必要だ」との観点から、歌詞の「い・け・な・いルージュマジック」の前に「ベイベー、オー、ベイベー」を加えた。2ヶ月で50万枚の売上を記録。

## 録音
ギターは当時RCサクセションのメンバーだった仲井戸麗市が「井戸端矮鶏」名義で参加。仲井戸の参加は忌野の要請による。ドラムは坂本が担当。ただし、ライブ・テレビ番組では鈴木さえ子が担当する。

## リリース
1982年2月14日にロンドンレコード（日本法人、現・ユニバーサルミュージックジャパン）より発売。ロンドンレコード初の邦楽シングルである。
1992年にポリドールK.K.（現・ユニバーサルミュージックジャパン）から8センチCD、カセットテープにて再リリースされた。その際両曲共にカラオケ・バージョンが追加された。
1994年にRCサクセションのアルバム『シングル・マン』（1976年）が再発された際、ボーナストラックとして本曲とB面の「明・る・い・よ」が収録された。
1999年P-VINEより発売された『テクノ歌謡　ポリドール編　ハートブレイク太陽族』(PCD-1488)に両曲収録されている（ちなみに裏ジャケットでのレーベル表記はロンドンレコード）。
2009年、忌野の死去約3ヶ月後の7月28日からレコチョクをはじめとした携帯電話向け着うたフル、8月5日からはiTunes Storeでパソコン向けとしてデジタル配信が行われた。これらは同年10月末までの期間限定。なお、B面の「明・る・い・よ」も同時配信された。

## プロモーション
アートディレクターは井上嗣也、ポスターのコピーは仲畑貴志、プロモーション・ビデオの演出は川崎徹、撮影は十文字美信が担当した。
当時、音楽番組『夜のヒットスタジオ』『ザ・ベストテン』『ザ・トップテン』などへの出演を頻繁に行っていた。テレビでの演奏中に突然忌野が坂本にキスしたこともあった。
このプロモーションは、各新聞・雑誌にパブリシティとして広く取り上げられたほか、各種テレビ番組でプロモーション・ビデオが流された。

## ミュージック・ビデオ
プロモーション・ビデオの内容は、忌野と坂本はメイクを施し、映画『八つ墓村』の田治見要蔵をイメージした姿で夜の街を走り、ビルの屋上から一万円札の札束をばらまいたり、互いにキスするシーンなどが収録されている。
映像内でばらまかれた一万円札（坂本の着ていたローブに挟み込んだ紙幣には千円札も混じっている）すべて本物であり、撮影に際し厳重に管理されたが、撮影終了後に確認したところ、どこを探しても数万円分の一万円札が最後まで見つからなかったという。

## メディアでの使用
資生堂1982年春のキャンペーンテーマ曲に使用された。
坂本龍一の所属していたイエロー・マジック・オーケストラはこの翌年の1983年、資生堂のライバルであるカネボウ化粧品の春のキャンペーンに使用された「君に、胸キュン。」（1983年）を発表。こちらもオリコン最高2位の大ヒット曲となっている。
2023年2月17日（16日深夜）にフジテレビほかにて放送されたアニメ『うる星やつら』（2022年版）の第18話Aパート「き・え・な・いルージュマジック!!」の挿入歌として起用された。

## カバー
- 煩悩ガールズ - シングル（2005年）
この曲が彼女たちの唯一のレパートリーであった。
- ミツキヨ - シングル（2006年）
及川光博と忌野清志郎のコラボレーションユニット。サウンドは原曲にほぼ近いものである。
- 土岐麻子 - アルバム『TOKI ASAKO "LIGHT!" 〜CM & COVER SONGS〜』（2011年）
2011年12月14日には、シティ・ポップスのカバーコンピレーションアルバム『Happy Holidays! ～CITY POPS COVERS～』にも収録された。

## 別バージョン
バラエティ番組『オレたちひょうきん族』（1981年 - 1989年、フジテレビ系列）内の人気コーナー「ひょうきんベストテン」がきっかけとなって、明石家さんまと島田紳助がこの曲のパロディー「い・け・な・いお化粧マジック」をリリース。ただし、曲調は全く異なる。
同年に山崎春美のユニットであるタコに坂本が参加、ファースト・アルバム『タコ』（1983年）において「な・い・し・ょのエンペラーマジック」というタイトルでセルフパロディを行っている。山崎による歌詞は昭和天皇および玉音放送を揶揄した内容であった。

## シングル収録曲
| 全作詞・作曲・編曲: 忌野清志郎、坂本龍一。 |                                    |                      |                      |      |
| #                                          | タイトル                           | 作詞                 | 作曲・編曲           | 時間 |
| 1.                                         | 「い・け・な・いルージュマジック」 | 忌野清志郎、坂本龍一 | 忌野清志郎、坂本龍一 | 4:11 |
| 2.                                         | 「明・る・い・よ」                 | 忌野清志郎、坂本龍一 | 忌野清志郎、坂本龍一 | 4:50 |
| 合計時間:                                  | 合計時間:                          | 9:01                 |                      |      |

## スタッフ・クレジット

### 参加ミュージシャン
- 忌野清志郎
- 坂本龍一
- 井戸端矮鶏

### スタッフ
- 忌野清志郎 - プロデューサー
- 坂本龍一 - プロデューサー
- 牧村憲一 - ディレクター
- 田中信一 - ミックス・エンジニア
- 井上嗣也 - アート・ディレクション、デザイン
- 十文字美信 - 写真撮影
- ㈱ヨロシタミュージック - マネージメント
- ㈱りぼん - マネージメント

## リリース履歴
| No. | 日付          | レーベル             | 規格                 | 規格品番            | 最高順位 | 備考                     |
| --- | ------------- | -------------------- | -------------------- | ------------------- | -------- | ------------------------ |
| 1   | 1982年2月14日 | ロンドンレコード     | 7インチレコード      | S07N-1001           | 1位      |                          |
| 2   | 1992年7月21日 | ポリドール・レコード | 8センチCD シングルCT | PODH-1122 POSH-1122 | -        | オリジナル・カラオケ収録 |